# Hoàng Lương
Hoàng Lương là một xã thuộc huyện Hiệp Hòa, tỉnh Bắc Giang, Việt Nam.

## Địa lý
Xã Hoàng Lương nằm ở phía bắc huyện Hiệp Hòa, có vị trí địa lý:
- Phía đông giáp xã Hoàng Thanh
- Phía tây giáp xã Hoàng An và xã Thanh Vân
- Phía nam giáp xã Ngọc Sơn
- Phía bắc giáp tỉnh Thái Nguyên.

Xã Hoàng Lương có diện tích 4,37 km², dân số năm 2023 là 7.421 người, mật độ dân số đạt 1.698 người/km².

## Hành chính
Xã Hoàng Lương được chia thành 6 thôn: Đại Thắng, Hoàng Giang, Ninh Sơn, Tân Định, Thanh Lâm, Thanh Lương.

## Lịch sử
Sau năm 1945, thành lập xã Toàn Thắng trên cơ sở một phần của tổng Hoàng Vân và một phần của tổng Vân Cầu.
Xã Toàn Thắng có 4 thôn: Đại Thắng, Nguyễn thắng, Trị Cụ, Vân Phúc.
Năm 1953, chia xã Toàn Thắng thành xã Toàn Thắng (gồm 2 thôn: Đại Thắng, Nguyễn Thắng) và xã Quyết Thắng (gồm 2 thôn: Trị Cụ, Vân Phúc).
Năm 1971, đổi tên xã Quyết Thắng thành xã Hoàng Thanh và đổi tên xã Toàn Thắng thành xã Hoàng Lương.
Ngày 11 tháng 7 năm 2019, HĐND tỉnh Bắc Giang ban hành Nghị quyết số 19/NQ-HĐND về việc:
- Thành lập thôn Hoàng Giang trên cơ sở 3 thôn: Hoàng An, Đồng Hoàng, Ninh Giang.
- Thành lập thôn Ninh Sơn trên cơ sở 3 thôn: An Ninh, Định Ninh, Tam Sơn.